# Siteroptes avenae
Siteroptes avenae är en spindeldjursart som beskrevs av Mueller 1905. Siteroptes avenae ingår i släktet Siteroptes och familjen Siteroptidae. Inga underarter finns listade i Catalogue of Life.